# Пашково (Андреапольский район)
Пашково  — деревня в Андреапольском районе Тверской области. Входит в Хотилицкое сельское поселение.

## География
Расположена примерно в 9 верстах к юго-востоку от села Хотилицы.

## История
В конце XIX - начале XX века деревня в Торопецком уезде Псковской губернии.

## Население
| 2002 | 2010 |
| ---- | ---- |
| 6    | ↘1   |